# ランチョ・ヴァルクーヴィア
ランチョ・ヴァルクーヴィア（伊: Rancio Valcuvia）は、イタリア共和国ロンバルディア州ヴァレーゼ県にある、人口約900人の基礎自治体（コムーネ）。

## 地理

### 位置・広がり

#### 隣接コムーネ
隣接するコムーネは以下の通り。
- ベーデロ・ヴァルクーヴィア
- ブリンツィオ
- カッサーノ・ヴァルクーヴィア
- カステッロ・カビアーリオ
- クヴェーリオ
- フェッレーラ・ディ・ヴァレーゼ
- マシャーゴ・プリーモ

### 地震分類
イタリアの地震リスク階級 (it) では、4 に分類される
。